# رابرت یئومان
رابرت دیوید یئومان (به‌انگلیسی: Robert David Yeoman، زاده ۱۰ مارس ۱۹۵۱)، یک فیلم‌بردار اهل ایالات متحده آمریکا است. وی عضو انجمن سینماتوگرافرهای آمریکا (ASC) می‌باشد
یئومان در شهر ایری، پنسیلوانیا به دنیا آمد. و  از دانشگاه دوک با مدرک «کارشناسی هنر» و از دانشکده هنرهای سینمایی دانشگاه کالیفرنیای جنوبی با مدرک کارشناسی ارشد هنرهای زیبا فارغ‌التحصیل شده‌است. «یئومان» تقریباً در اکثر فیلم‌های «وس اندرسون» با وی همکاری کرده‌است.

## جوایز
جایزه بهترین فیلم‌برداری از جشنواره Independent Spirit Award به‌خاطر فیلم «کابوی داروخانه» اثر «گاس ون سنت»

## بخشی از فیلم‌شناسی
- ولگرد دراگ‌استورها (۱۹۸۹)
- کسی برای دوست داشتن (۱۹۹۴)
- منور (۱۹۹۶)
- راشمور (۱۹۹۸)
- تعصب (۱۹۹۹)
- خانواده اشرافی تننبام (۲۰۰۱)
- مشکل دوچندان (۲۰۰۱)
- زندگی در آب با استیو زیسو (۲۰۰۴)
- ماهی مرکب و نهنگ (۲۰۰۵)
- دارجلینگ محدود (۲۰۰۷)
- مرد بله‌گو (۲۰۰۸)
- بیارش گریک (۲۰۱۰)
- ساقدوش‌ها (۲۰۱۱)
- قلمرو طلوع ماه (۲۰۱۲)
- گرما (۲۰۱۳)
- هتل بزرگ بوداپست (۲۰۱۴)
- عشق و بخشش (۲۰۱۴)
- جاسوس (۲۰۱۵)